# 戸塚睦夫
戸塚 睦夫 （とつか むつお、1931年〈昭和6年〉4月20日 - 1973年〈昭和48年〉5月12日）は、日本の喜劇役者。東京都出身。愛称は「ムッちゃん」。父は剣劇俳優として活躍した藤岡肇。妻は新宿フランス座の看板女優だった水川小夜子。

## 来歴・人物
父・太郎が梅沢昇一座の剣戟俳優・藤岡肇だったためもあって子供のころからチャンバラ映画や大衆演劇に親しみ、ことに大都映画の剣戟スター・大乗寺八郎のカッコよさに強く憧れた。
1950年に東京市立芝商業學校を卒業後、シチズン時計に勤務したのち梅沢昇一座、浅香光代劇団、不二洋子劇団を経て、浅草のロック座、池袋のフランス座などのストリップ小屋のコメディアンに転向して辛酸を嘗めていた戸塚は、昭和20年代、浅草の花月劇場に剣劇役者として参加していた際に、同じ浅草の奥山劇場で剣劇役者をしていた三波伸介に出会い、交流を深める。
1955年に移籍し、新宿フランス座の専属となっていた三波と同劇場でも同じ舞台に立つ。
1955年12月、新宿フランス座の看板女優・水川小夜子（本名・戸塚君江、旧姓:田畑）と結婚し、1女（戸塚千江子）をもうける。
1958年6月、新宿フランス座のコメディアン石井均の独立に戸塚も同行し、フランス座隣の松竹文化劇場で「笑う仲間」として旗揚げしたが諸事情から「石井均一座」に再編し、ここで伊東四朗、財津一郎らと知り合う。石井は、ある芸能事務所から紹介された夜のキャバレー営業を1956年に引き受け戸塚を誘い「石井・戸塚コンビ」で活動していたが自身の一座運営との兼任は難しくなり、三波伸介は度々石井の代役を務め、またキャバレー営業の仕事を求めていたため交代に同意し「戸塚・三波コンビ」として活動し、その後新宿フランス座のスケジュールから三波が出演出来ない時には戸塚は同座員の伊東四朗を代役（「にせ三波伸介」）にして急場を凌いだが前触れもなく三波が一時期大阪に行ってしまい、三波こと伊東とのコンビは一年余り続いた（伊東は「三波伸介」と芸名二つを使い分けたことになる）。
1961年、石井均一座が解散した。三波・伊東と共に『ぐうたらトリオ』を結成（三波がリーダー）した。翌年『てんぷくトリオ』と改名した。この名前は当時人気だった『脱線トリオ』（由利徹・南利明・八波むと志）のもじりであるともいう。てんぷくトリオでの戸塚は大ボケ役で活躍し、台本にない台詞を言って三波を驚かせることがあった。それが三波のギャグ「びっくりしたなあ、もう」につながったと言われる。
てんぷくトリオは次第に人気が出てきて舞台やテレビでの活動が増えていく。
1967年には『てなもんや三度笠』甲州編に出演した。
1972年からNHK『お笑いオンステージ』内の『てんぷく笑劇場』に出演するがその後間もなく、肝臓に病気が発症したことにより休養し、入退院を繰り返していた。1973年5月12日、新宿の国立医療センターで死去した。享年42。死因は肝硬変（胃潰瘍併発）であった。三波が見舞いから笑点の収録へ行った矢先に生涯を終えた。
生前、引っ込み思案で悲観的な性格だったためか、酒が止められずアルコール依存に陥っていたという。

## 主な出演作品

### テレビドラマ
- 鬼平犯科帳（八代目松本幸四郎版）第1シリーズ 第33話「鬼坊主の花」（1970年5月19日、NET（現・テレビ朝日）） - 左官安 役
- 一心太助 第21話「東海道だよ四人旅」（1972年、フジテレビ / 国際放映） - 梶原

## 文献
- 西条昇『笑伝・三波伸介 - びっくりしたなあ、もう』（風塵社、2000年） ISBN 4938733765